# ويليام آلتو
ويليام آلتو (بالإنجليزية: William Aalto)‏ هو جندي وشاعر أمريكي، ولد في 30 يوليو 1915 في نيويورك في الولايات المتحدة، وتوفي بنفس المكان في 11 يونيو 1958 بسبب ابيضاض الدم.